# Grande Prêmio Brasil Caixa de Atletismo 2009
Grande Prêmio Brasil Caixa de Atletismo 2009 – mityng lekkoatletyczny, który odbył się 24 maja w brazylijskim Belém. Areną zmagań sportowców był Estádio Olímpico do Pará. Zawody zaliczane były do cyklu World Athletics Tour i posiadały rangę Grand Prix IAAF. W mityngu wystąpił jeden Polak - Szymon Ziółkowski zajął 5. miejsce w konkursie rzutu młotem.

## Rezultaty

### Mężczyźni
| Konkurencja        | 1. miejsce              | 1. miejsce | 2. miejsce            | 2. miejsce | 3. miejsce        | 3. miejsce |
| ------------------ | ----------------------- | ---------- | --------------------- | ---------- | ----------------- | ---------- |
| 100 m              | Daniel Bailey           | 9.99       | Michael Rodgers       | 10.01      | Monzavous Edwards | 10.11      |
| 200 m              | Marvin Anderson         | 20.15      | Monzavous Edwards     | 20.17      | Ainsley Waugh     | 20.22      |
| 800 m              | Fabiano Peçanha         | 1:44.63    | Kleberson Davide      | 1:44.65    | Reuben Bett       | 1:44.79    |
| 10000 m            | Robert Sigei Kipngetich | 28:21.25   | Josphat Bett Kipkoech | 28:21.51   | Kennedy Kimutai   | 28:22.54   |
| 110 m przez płotki | Ryan Wilson             | 13.48      | Joel Brown            | 13.52      | Richard Phillips  | 13.53      |
| 400 m przez płotki | Isa Phillips            | 48.36      | LaRon Bennett         | 49.29      | Mahau Suguimati   | 50.04      |
| Skok wzwyż         | Jesse Williams          | 2.33       | Jessé de Lima         | 2.31       | Andra Manson      | 2.25       |
| Trójskok           | Nelson Évora            | 17.66      | Arnie David Giralt    | 17.50      | Yoandri Betanzos  | 17.38      |
| Rzut młotem        | Primož Kozmus           | 79.90      | Dilszod Nazarow       | 78.47      | Marco Lingua      | 76.57      |

### Kobiety
| Konkurencja        | 1. miejsce             | 1. miejsce | 2. miejsce                   | 2. miejsce | 3. miejsce         | 3. miejsce |
| ------------------ | ---------------------- | ---------- | ---------------------------- | ---------- | ------------------ | ---------- |
| 100 m              | LaVerne Jones-Ferrette | 11.18      | Rachelle Boone-Smith         | 11.30      | Gloria Asumnu      | 11.31      |
| 200 m              | LaVerne Jones-Ferrette | 22.49      | Kelly-Ann Baptiste           | 22.60      | Cydonie Mothersill | 22.79      |
| 400 m              | Bobby-Gaye Wilkins     | 50.91      | Aliann Pompey                | 51.09      | Debbie Dunn        | 51.13      |
| 400 m przez płotki | Sheena Tosta           | 54.19      | Josanne Lucas                | 55.24      | Lucimar Teodoro    | 55.84      |
| Skok o tyczce      | Fabiana Murer          | 4.40       | Kelsie Hendry Becky Holliday | 4.30       |                    |            |
| Skok w dal         | Brittney Reese         | 7.06       | Keila Costa                  | 6.72       | Maurren Maggi      | 6.59       |
| Pchnięcie kulą     | Valerie Vili           | 20.25      | Natalla Michniewicz          | 19.89      | Misleydis González | 18.79      |
| Rzut dyskiem       | Yarelis Barrios        | 62.05      | Yarisley Collado             | 61.65      | Nicoleta Grasu     | 60.50      |
| Rzut oszczepem     | Osleidys Menéndez      | 62.24      | Yanet Cruz                   | 60.66      | Alessandra Resende | 58.65      |